# Miss Brasil 1991
Miss Brasil 1991 foi a 37ª edição do tradicional concurso de beleza feminina de Miss Brasil, cujo objetivo foi selecionar a representante brasileira no Miss Universo 1991. Realizado pela empresária Marlene Brito, a competição contou com a participação de nove (9) candidatas representando algumas unidades federativas brasileiras. A escolha foi realizada à portas fechadas em um flat no bairro de Jardins, São Paulo culminando com o anúncio da vencedora na boate The Gallery, também na capital, três dias depois. Patrícia Godói, a época estudante de Pedagogia de São Carlos foi a grande vencedora. O juri foi composto por dez jurados, sendo sete homens.

## Resultados

### Colocações
| Posição   | Estado & Candidata                      |
| --------- | --------------------------------------- |
| Vencedora | - São Paulo - Patrícia Godói            |
| 2º. Lugar | - Rio Grande do Sul - Gisselle Wëber    |
| 3º. Lugar | - Rio Grande do Sul - Cátia Kupssinskii |

## Candidatas
Disputaram o título este ano:
| - Bahia - Débora Freitas - Espírito Santo - Flávia Maria Seibel - Goiás - Heliene Barsanulfo Borba - Pernambuco - Ana Cristina de Medeiros - Rio de Janeiro - Ana Paula Machado Ribeiro - Rio de Janeiro - Márcia Barbosa da Silva - Rio Grande do Sul - Cátia Silene Kupssinskii - Rio Grande do Sul - Gisselle Wëber - São Paulo - Patricia Maria Machado Franco de Godoi |